# 4-氨基-1-丁醇
4-氨基-1-丁醇是一种有机化合物，化学式为C4H11NO，它可由4-氨基丁酸还原制得。它和三氟乙酸乙酯反应，可以得到N-(4-羟基丁基)三氟乙酰胺；它和邻苯二甲酸酐反应，可以得到N-(4-羟基丁基)邻苯二甲酰亚胺。